# 來濟
來濟（610年—662年），扬州人，唐朝官员，唐高宗时期的宰相。他因为反对唐高宗立武昭仪为皇后，被派到西域为官。662年，他在抵抗西突厥部落入侵时阵亡，他的哥哥来恒之后也被任命为宰相。

## 生平
他的父亲來護兒曾是隋朝的大将、荣国公。
610年，来济出生于江都（今江苏省扬州市）。
618年，隋炀帝被将军宇文化及在政变中杀死。宇文化及杀死了很多忠于隋朝的大臣，包括来护儿，幾乎全家灭门，只有来济和他哥哥来恒因为年紀太小而逃過一劫。在整個家族遭逢毀滅性的劫難後，歷經流离艰险，兄弟兩人皆笃志好学，又有文词，善於谈论，尤晓时务。在唐朝時，皆舉进士及第。
643年，唐朝第二任皇帝李世民任命来济为中書省通事舍人（從六品上）。同年，唐太宗的太子李承乾被发现有谋反迹象，被废黜，唐太宗命司徒長孫無忌、司空房玄齡、特進蕭瑀、兵部尚書李绩、大理卿孫伏伽、中書侍郎岑文本、御史大夫馬周、諫議大夫褚遂良組成專案組讨论如何处理废太子李承乾。但没人敢说话，只有来济说：“陛下不失為慈父，太子得尽天年，則善矣。”唐太宗同意了，他废黜了李承乾为庶人，但是保下了他的命。提拔来济为吏部考功员外郎(科舉考試的主考官)。
644年，唐太宗任命他为新太子李治的司议郎（正六品上），兼崇賢館直学士。不久改任中书舍人（正五品上），与令狐德棻等撰《晋书》。
649年，唐太宗驾崩，太子李治继位为唐高宗。
651年，来济被任命为中書侍郎（中书省的副官），兼弘文馆学士，监修国史。
653年，加同中書門下三品，为国家的宰相。654年，加勋官銀青光祿大夫，以修国史功封南阳县男，赐物七百段。
655年，官至中書令、检校吏部尚书。当时，唐高宗想以武昭仪取代王皇后，他首先赐武昭仪封号宸妃，来济和另一个宰相韩瑗反对：“宸妃古无此号，事将不可。”然而，在同一年，唐高宗不顾来济、韩瑗、褚遂良还有身為开国元勋的舅舅长孙无忌等人的反对，以武宸妃取代王皇后，武宸妃为皇后。来济等都不自安；武后上表称来济忠公，请加赏慰，但心中其实厌恶他们。
656年，武后的儿子李弘被立为太子（取代高宗的庶长子李忠），来济兼太子宾客，进爵为南阳县侯，仍为中书令。657年，来济又兼太子詹事，武后和他的亲信许敬宗、李义府开始清除反对立武氏为皇后的大臣，许敬宗、李义府诬告来济、韩瑗与褚遂良构成朋党，准备谋反。褚遂良被贬官桂州（今广西桂林市)都督。唐高宗也将来济、韩瑗二人贬官远地，来济为台州（今浙江省台州市）刺史。命他们终身不得回长安朝觐皇帝。659年，武后和唐高宗赐长孙无忌自杀，杀害王皇后的舅舅原宰相柳奭。韩瑗病逝在行刑使者来之前。660年，来济改任庭州（今新疆昌吉回族自治州）刺史，在西突厥十姓的边界。
662年，西突厥部落进攻庭州。来济统兵防御，他对属下说：“我多年前就该被处死了，蒙赦性命，当以身报国。”他因此不穿甲胄，率军出击突厥，在战斗中阵亡。时年五十三，被赠楚州刺史，赐灵柩还乡。有文集三十卷，流行于世。

## 子嗣
- 子来敬業，潤州刺史
- 子来慶遠，中書舍人。

## 延伸阅读
[在维基数据编辑]
 《舊唐書·卷80》，出自刘昫《舊唐書》
 《新唐書·卷105》，出自《新唐書》